# Hackescher Markt
De  Hackescher Markt is een plein in het Berlijnse stadsdeel Mitte, in het oostelijk deel van de stad. Het plein staat bekend om het uitgaansleven. Samen met de Oranienburger Straße vormt het een grote concentratie van cafés, restaurants, etc. Vlakbij vindt men de Hackesche Höfe, een gerestaureerd complex waarin  allerlei horeca, winkels, ateliers, appartementen, etc. gevestigd zijn.
Het plein is tevens een belangrijk knooppunt voor het openbaar vervoer. Bij het station Hackescher Markt van de Berlijnse S-Bahn, stoppen diverse tramlijnen.